# フエゴ・デ・メンティラス
『フエゴ・デ・メンティラス』（スペイン語: Juego de mentiras）は、アメリカ合衆国のテレノベラ。テレムンドで2023年3月7日から7月4日まで放送された。 主演はアラップ・ベトケ、アルタイル・ハラボとマリア・エリサ・カマルゴ。

## 登場人物

### 主要キャラクター
セザール・フェレール
演 - アラップ・ベトケ
カミラ・デル・リオ
演 - アルタイル・ハラボ
アドリアナ・モリーナ
演 - マリア・エリサ・カマルゴ
フランシスコ・ハビエル・デル・リオ
演 - ロドリゴ・ギラオ
レナタ・デル・リオ
演 - シンシア・クリボ
パスカル・デル・リオ
演 - エドゥアルド・ヤニェス
ヘスス「チュイ」マリン
演 - ペペ・ガメス
エルヴィス・バロス
演 - アルベルト・カサノバ
アレハンドラ・エドワーズ
演 - アリシア・マチャド
エルビラ・ゴメス
演 - ベアトリス・バルデス
エヴァ・ロハス
演 - ガブリエラ・ベルガラ
トマス・デル・リオ
演 - パトリシオ・ガヤルド
イネス・ウルティア
演 - バーバラ・ガロファロ
リンダ・マルケス
演 - マリア・ラウラ・キンテロ
アドリアナ・モリーナ
演 - カミラ・ヌニェス